# Challenger Ciudad de Guayaquil 2024 - Doppio
Il doppio del torneo di tennis professionistico Challenger Ciudad de Guayaquil 2024, facente parte della categoria Challenger 75 nell'ambito dell'ATP Challenger Tour 2024, si è giocato dal 28 ottobre al 3 novembre a Guayaquil, in Ecuador. Tra le coppie partecipanti erano presenti Arklon Huertas Del Pino e Conner Huertas Del Pino, i detentori del titolo ma sono stati eliminati ai quarti di finale.
In finale Karol Drzewiecki e Piotr Matuszewski hanno sconfitto Luís Britto e Marcelo Zormann con il punteggio di 6–4, 7–6(2).

## Teste di serie
1. Karol Drzewiecki /  Piotr Matuszewski (campioni)
2. Boris Arias /  Federico Zeballos (primo turno)

1. Federico Agustín Gómez /  Luis David Martínez (semifinale)
2. Luís Britto /  Marcelo Zormann (finale)

## Wildcard
1. Francisco Castro /  Marcos Lee Chan Baratau (primo turno)

1. Ángel Véliz /  Lucas Yúnez (primo turno)

## Alternate
1. Alex Barrena /  Renzo Olivo (primo turno)

## Tabellone

### Legenda
| - Q = Qualificato - WC = Wild card - LL = Lucky loser | - ALT = Alternate - SE = Special Exempt - PR = Protected Ranking | - w/o = Walkover - r = Ritirato - d = Squalificato |

|  | Primo turno | Primo turno                           | Primo turno                | Primo turno | Primo turno |  |  | Quarti di finale | Quarti di finale                      | Quarti di finale     | Quarti di finale     | Quarti di finale     |   |     | Semifinali | Semifinali                         | Semifinali                         | Semifinali                  | Semifinali                  |   |    | Finale | Finale | Finale | Finale | Finale |  |
|  |             |                                       |                            |             |             |  |  |                  |                                       |                      |                      |                      |   |     |            |                                    |                                    |                             |                             |   |    |        |        |        |        |        |  |
|  | 1           | K Drzewiecki P Matuszewski            | K Drzewiecki P Matuszewski | 6           | 6           |  |  |                  |                                       |                      |                      |                      |   |     |            |                                    |                                    |                             |                             |   |    |        |        |        |        |        |  |
|  | Alt         | A Barrena R Olivo                     | A Barrena R Olivo          | 3           | 3           |  |  | 1                | K Drzewiecki P Matuszewski            | 67                   | 6                    | [10]                 |   |     |            |                                    |                                    |                             |                             |   |    |        |        |        |        |        |  |
|  |             | A Huertas del Pino C Huertas del Pino | 6                          | 0           | [10]        |  |  |                  | A Huertas del Pino C Huertas del Pino | 79                   | 4                    | [8]                  |   |     |            |                                    |                                    |                             |                             |   |    |        |        |        |        |        |  |
|  |             | O Roca Batalla PA Saraiva dos Santos  | 3                          | 6           | [5]         |  |  |                  |                                       |                      |                      |                      |   |     | 1          | K Drzewiecki P Matuszewski         | K Drzewiecki P Matuszewski         | 6                           | 79                          |   |    |        |        |        |        |        |  |
|  | 3           | FA Gómez LD Martínez                  | FA Gómez LD Martínez       | 6           | 6           |  |  |                  |                                       | 3                    | FA Gómez LD Martínez | FA Gómez LD Martínez | 3 | 67  |            |                                    |                                    |                             |                             |   |    |        |        |        |        |        |  |
|  | WC          | Á Véliz L Yúnez                       | Á Véliz L Yúnez            | 2           | 4           |  |  | 3                | FA Gómez LD Martínez                  | FA Gómez LD Martínez | 6                    | 6                    |   |     |            |                                    |                                    |                             |                             |   |    |        |        |        |        |        |  |
|  |             | A Andrade F Romboli                   | 68                         | 6           | [10]        |  |  |                  | A Andrade F Romboli                   | A Andrade F Romboli  | 4                    | 2                    |   |     |            |                                    |                                    |                             |                             |   |    |        |        |        |        |        |  |
|  |             | M Dellien F Roncadelli                | 710                        | 2           | [5]         |  |  |                  |                                       |                      |                      |                      |   |     | 1          | Karol Drzewiecki Piotr Matuszewski | Karol Drzewiecki Piotr Matuszewski | 6                           | 7                           |   |    |        |        |        |        |        |  |
|  |             | I Carou M Kestelboim                  | 3                          | 6           | [3]         |  |  |                  |                                       |                      |                      |                      |   |     |            |                                    | 4                                  | Luís Britto Marcelo Zormann | Luís Britto Marcelo Zormann | 4 | 62 |        |        |        |        |        |  |
|  |             | E Møller R Nijboer                    | 6                          | 3           | [10]        |  |  |                  | E Møller R Nijboer                    | 3                    | 6                    | [7]                  |   |     |            |                                    |                                    |                             |                             |   |    |        |        |        |        |        |  |
|  | WC          | F Castro M Chan Baratau               | F Castro M Chan Baratau    | 1           | 1           |  |  | 4                | L Britto M Zormann                    | 6                    | 1                    | [10]                 |   |     |            |                                    |                                    |                             |                             |   |    |        |        |        |        |        |  |
|  | 4           | L Britto M Zormann                    | L Britto M Zormann         | 6           | 6           |  |  |                  |                                       |                      |                      |                      |   |     | 4          | L Britto M Zormann                 | 2                                  | 6                           | [10]                        |   |    |        |        |        |        |        |  |
|  |             | M de Krom V Kopřiva                   | M de Krom V Kopřiva        | 6           | 6           |  |  |                  |                                       |                      | M de Krom V Kopřiva  | 6                    | 3 | [7] |            |                                    |                                    |                             |                             |   |    |        |        |        |        |        |  |
|  |             | L Aboian RA Burruchaga                | L Aboian RA Burruchaga     | 1           | 3           |  |  |                  | M de Krom V Kopřiva                   | M de Krom V Kopřiva  | 6                    | 6                    |   |     |            |                                    |                                    |                             |                             |   |    |        |        |        |        |        |  |
|  |             | S Duncan H Reese                      | S Duncan H Reese           | 6           | 6           |  |  |                  | S Duncan H Reese                      | S Duncan H Reese     | 1                    | 3                    |   |     |            |                                    |                                    |                             |                             |   |    |        |        |        |        |        |  |
|  | 2           | B Arias F Zeballos                    | B Arias F Zeballos         | 3           | 2           |  |  |                  |                                       |                      |                      |                      |   |     |            |                                    |                                    |                             |                             |   |    |        |        |        |        |        |  |